# Франц Грассмель
Франц Грассмель (нім. Franz Graßmel; нар. 8 січня 1906, Мохов, Бранденбург — пом. 30 червня 1985, Штаде, Нижня Саксонія) — німецький офіцер, оберстлейтенант повітрянодесантних військ Вермахту. За часів Другої світової війни командував парашутним полком Люфтваффе. Кавалер Лицарського хреста з дубовим листям (1945).
За часів Другої світової війни командував різнорідними підрозділами десантних військ Люфтваффе під час проведення повітрянодесантних операцій у Греції, на Криті, на Східному фронті під Ленінградом. З 1943 року брав участь в Італійській кампанії, бої за Сицилію, Рим, Монте-Кассіно. Надалі бився на Західному фронті в Німеччині.

## Біографія
Франц Грассмель розпочав службу в державній поліції 5 квітня 1928 року. 1 серпня 1934 року був прийнятий до лав Сухопутних військ та отримав призначення до 37-го протитанкового батальйону. Згодом проходив службу в різних протитанкових підрозділах парашутних частин. 1 березня 1940 року отримав звання лейтенант. Пізніше підвищений в оберлейтенанти. У травні 1941 року брав участь у десантуванні та боях на грецькому Криті, відзначився в битві за Іракліон. 10 червня 1941 року за проявлені сміливість та мужність у боях удостоєний Залізного хреста обох ступенів.
З вересня 1941 року з частиною перекинутий на Східний фронт, де бився під Ленінградом. 3 березня 1942 командир 14-ї протитанкової батареї 4-го парашутно-десантного полку. З 1 червня 1942 року він виконував обов'язки командира 3-го парашутного батальйону, 1 липня 1943 року отримав звання майор. У середині липня 1943 року він був перекинутий зі своїм батальйоном на Сицилію, а потім воював у материковій Італії. 22 липня 1943 року Ф. Грассмель був нагороджений німецьким хрестом у золоті. Брав активну участь у боях за Монте-Кассіно, за що 8 квітня 1944 року удостоєний Лицарського хреста Залізного хреста. 15 серпня 1944 року він узяв на себе керівництво 20-м парашутно-десантним полком, який він вів у грудні 1944 року в боях на річці Маас на плацдармі поблизу Венло і на початку 1945 року в Нижньому Ельзасі.
30 січня 1945 року підвищений в оберстлейтенанти Люфтваффе. 12 березня 1945 року став командиром полку. 8 травня 1945 року за вміле керівництво полком в оборонних боях на Заході він був нагороджений дубовим листям до Лицарського хреста. Наприкінці війни він був ув'язнений, з полону був випущений у 1946 році.